# Lauenbruch

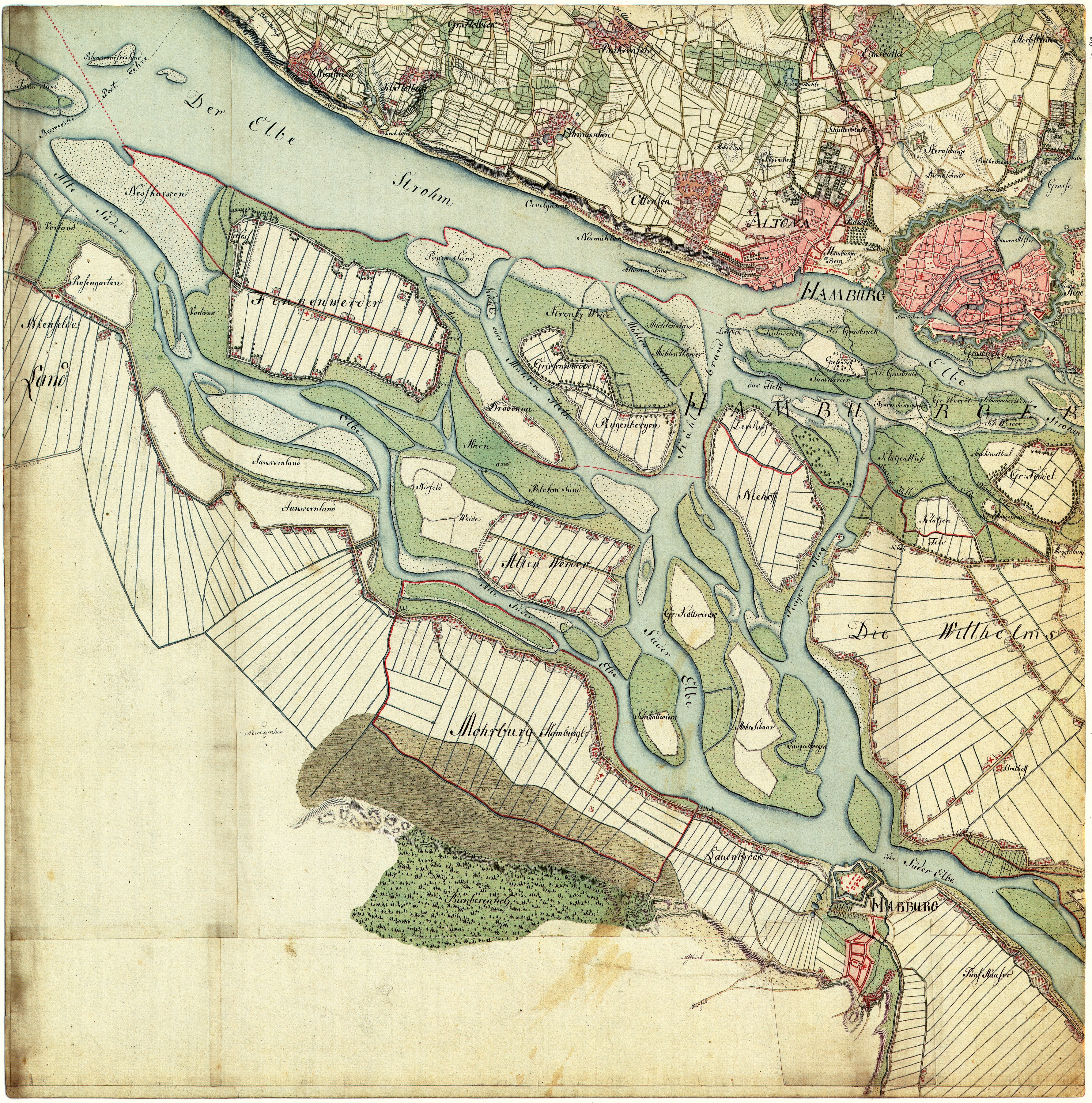
Lage von „Lauenbrock“ zwischen Harburg und dem hamburgischen Moorburg auf der Karte von Gustav Adolf von Varendorf (1789–1796)

Lauenbruch war ein Dorf an der Süderelbe auf dem Gebiet des jetzigen Hamburger Stadtteils Heimfeld. Der ehemalige Ort lag an der Stelle des späteren Harburger Seehafens, der seit 1937 Teil des Hamburger Hafens ist.
Auf Daniel Freses Karte des Gebietes zwischen Harburg-Moorburg und Neugraben aus dem Jahr 1577 ist „DAS LAVWEN BRVCH“ (Das Lauwen Bruch) mit den Namen der abgabepflichtigen (männlichen) Bewohner an den jeweiligen Hausstellen eingezeichnet. Die Karte trägt das Wappen des damals amtierenden Fürsten im Fürstentum Lüneburg (Wilhelm der Jüngere) und zeigt Teile der zum Fürstentum unter  Otto II. zugehörigen „Sekundogenitur Harburg (1527-1641)“.
Im Atlas des Fürstentums Lüneburg um 1600 von Johannes Mellinger ist in der entsprechenden Darstellung des Amtes Harburg auf Blatt XVIII das Dorf „Lawen Bruck“ verzeichnet. 
Auf einer Elbkarte von 1628 ist Lauenbruch als Louwenbrock erwähnt.
1906 wurde Lauenbruch in den Stadtkreis der damals eigenständigen Stadt Harburg (Elbe) eingegliedert. Bereits 1902 hatte ein Hafenbau-Konsortium Gelände der Gemeinde aufgekauft. Ab 1904 begannen auf den Lauenbrucher Wiesen die ersten Bauarbeiten für die Erweiterung des Harburger Hafens. Es entstanden in den folgenden Jahren die heute noch bestehenden tideoffenen Hafenbecken Seehafen 1–3 (ab 1927 schließlich Seehafen 4). Die Bewohner der Gemeinde wurden enteignet oder verkauften ihre Grundstücke. Im Jahr 1928 war das ehemalige Fischerdorf vollständig abgebrochen.
Heute erinnern nur noch einige Straßennamen an Lauenbruch: die ehemalige Zufahrtsstraße Lauenbrucher Straße und die zwischen dem Harburger Binnenhafen und dem Seehafen 1 gelegenen Straßen Lauenbruch Ost, Lauenbrucher Deich, Lauenbrucher Hauptdeich.